# История в Лас-Вегасе
«История в Лас-Вегасе» (англ. The Las Vegas Story) — фильм нуар режиссёра Роберта Стивенсона, который вышел на экраны в 1952 году.
Фильм рассказывает историю бывшей певицы из Лас-Вегаса (Джейн Расселл), которая вместе с мужем, инвестиционным банкиром (Винсент Прайс), оказывается в родном городе, где встречает своего бывшего возлюбленного, ставшего лейтенантом полиции (Виктор Мэтьюр). Погрязший в долгах банкир рассчитывает на крупный выигрыш в казино, однако ему не везёт, и, чтобы продолжить игру, он продаёт владельцу казино семейную драгоценность, бриллиантовое колье. Когда владельца казино находят убитым и ограбленным, подозрение падает на банкира, однако лейтенант полиции вычисляет и ликвидирует настоящего преступника.
Натурные съёмки фильма проходили непосредственно в Лас-Вегасе, а кульминационная сцена погони снималась на авиабазе ВМФ США в пустыне Мохаве. По словам критика Денниса Шварца, действие истории, которую написал Джэй Дрэтлер, специально было перенесено в Лас-Вегас, чтобы в интересах владельца компании RKO Говарда Хьюза создать позитивный, приукрашенный образ этого города, так как Хьюз намеревался вскоре сделать там крупные инвестиции в игорный бизнес. Как отмечает кинокритик Эндрю Дикос, «хотя этот фильм менее интересен», чем «История в Феникс-сити» (1955), он относится к той же категории фильмов нуар, как и «Внутри Детройта» (1955), «Чикагский синдикат» (1955), «Новый Орлеан без цензуры» (1955) и «Разоблачение в Майами» (1956), которые хотя и рассказывают криминальную историю, характерную для определённого города, тем не менее, стремятся донести послание о том, что «это могло произойти и в твоём городе».
Многие историки кино обращают внимание на то, что фильм «дал ход одному из самых знаменитых судебных скандалов эпохи чёрных списков Голливуда», после того, как босс RKO Хьюз приказал убрать из титров фильма имя сценариста Пола Джеррико из-за его якобы прокоммунистических симпатий, а тот в свою очередь попытался защитить свои права через Гильдию сценаристов. «Однако, как выяснилось, не победил никто, так как фильм принёс 600 тысяч долларов убытка».

## Сюжет
Инвестиционный банкир Ллойд Роллинз (Винсент Прайс) вместе со своей женой Линдой (Джейн Расселл) направляется на поезде в деловую командировку с восточного побережья США в Лос-Анджелес. Получив по дороге телеграмму, Ллойд говорит жене, что его дела откладываются на несколько дней, и предлагает немного отдохнуть в Лас-Вегасе, куда поезд прибудет через пятнадцать минут. Линда неохотно соглашается с предложением мужа. В своё время она много лет прожила в этом городе, где работала певицей в ночном клубе «Последний шанс». В то время у неё был роман с военнослужащим Дэйвом Эндрюсом (Виктор Мэтьюр), который закончился в тот момент, когда Дэйва отправили на войну. Линда не пришла его проводить, а вскоре в поисках лучшей жизни уехала на восточное побережье, где вышла замуж за Ллойда.
На вокзале Лас-Вегаса из окна вагона за парой наблюдает некто Томас Хублер (Брэд Декстер), который спешно выходит из поезда вслед за ними, а затем селится в тот же, что и они шикарный отель «Великолепный», только не в пентхаус, а в скромный одноместный номер. Сразу по приезде в отель Ллойд обращается с просьбой предоставить ему кредит для игры в казино на сумму 100 тысяч долларов, утверждая, что подтверждение его кредитоспособности можно получить в крупном нью-йоркском банке на следующее утро. Поднявшись в номер, Ллойд настаивает на том, чтобы Линда вечером непременно надела своё бриллиантовое колье стоимостью 150 тысяч долларов, которое должно продемонстрировать окружающим их богатство. В номере Линда находит полученную Ллойдом телеграмму, в которой его деловой партнёр Монти сообщает, что ситуация критическая и инвесторы требует немедленного возврата денег. Когда Линда просит мужа пояснить, о чём идёт речь, он лишь отвечает, что ей не стоит волноваться по этому поводу, и направляется в казино. У входа в игорный зал их приветствует управляющий казино Дракер (Гордон Оливер), а Хублер тем временем продолжает внимательно наблюдать за всеми их действиями. Когда около отеля по служебным делам оказывается Дейв Эндрюс, который к этому времени стал лейтенантом в офисе шерифа, один из служащих отеля подсказывает ему, что сегодня в отеле поселилась Линда со своим богатым мужем.
Тем временем Ллойд делает паузу в игре, и, выйдя на террасу, уговаривает Линду вспомнить о прошлом и пообщаться со старыми знакомыми. Линда приезжает в клуб «Последний шанс», где начинает вспоминать, как выступала на сцене, а также свой роман с Дейвом. В клубе её радостно приветствуют пианист и бывший партнёр по музыкальным номерам, философствующий Хэппи (Хоуги Кармайкл), а также бывший владелец клуба, интеллигентный Майк Фогерти (Уилл Райт). Оказывается, Майк за долги своей подруги был вынужден отдать клуб нынешнему его владельцу, неприятному и коварному мистеру Клейтону (Роберт Уилк), и теперь работает у него рядовым клерком. В тот момент, когда Линда вместе с Хэппи исполняет свою любимую песню, в клуб заходит Дейв, который всё ещё зол на Линду за то, как она с ним рассталась. Хотя Линда, которая, похоже, всё ещё влюблена в Дейва, утверждает, что тогда не пришла на его проводы из-за простого недопонимания, тем не менее раздражённый Дейв отказывается простить её, хотя очевидно также неравнодушен к ней.
На следующий день во время отдыха у открытого бассейна Хублер знакомится с Линдой и Ллойдом, представляясь специалистом по драгоценностям. Вернувшись в номер, Линда, чувствуя, что у мужа серьёзные проблемы, спрашивает, как она может ему помочь, на что он отвечает, что со всеми проблемами разберётся сам. В номере раздаётся звонок из Бостона, сообщающий, что Монти покончил жизнь самоубийством, однако Ллойд делает вид, что его это не беспокоит, и отправляется играть в казино. Заглянув в свой чемоданчик с драгоценностями, Линда видит, что колье там нет. В баре казино она сообщает об этом мужу, который говорит, что ради безопасности положил колье в гостиничный сейф. Когда к Ллойду подходит с разговором Дракер, он отправляет жену танцевать с Хублером. Оставшись наедине, Дракер говорит Ллойду, что получил информацию о его некридитоспособности и просит его завтра же покинуть гостиницу. В этот момент на гостиничной террасе Джейн встречает Дейва, который сообщает ей, что её муж оказался мошенником и советует ей уехать из города как можно скорее. В этот момент на террасе появляется Ллойд, которому Дейв даёт понять, что знает о его финансовых проблемах, после чего уходит. Супруги понимают, что им надо уезжать из города завтра же утром, тем не менее Ллойд хочет провести последнюю ночь за игрой. Когда он остаётся один, к нему подходит Хублер, предъявляя своё удостоверение частного детектива, которого компания, застраховавшая колье, наняла проследить за его сохранностью во время поездки. Ллойд говорит, что колье находится в гостиничном сейфе, после чего вместе с подошедшей Линдой направляется в «Последний шанс». Некоторое время спустя Хублер находит Линду в «Последнем шансе» и сообщает ей, что колье в сейфе гостиницы нет. Заподозрив, что Ллойд продал колье Клейтону, она выясняет у своих друзей в клубе, что тот заплатил за него 10 тысяч долларов. Возмущённая действиями мужа, Линда уезжает с Дейвом к нему домой, где проводит романтическую ночь. Тем временем в «Последнем шансе» проигравший все деньги Ллойд просит Клейтона дать ему ещё один кредит на том основании, что колье, которое тот получил, стоит значительно больше полученного залога. Однако Клейтон отказывает в кредите, соглашаясь лишь вернуть колье за 10 тысяч. Ллойд, у которого нет денег, в присутствии Фогерти угрожает Клейтону, а затем уходит.
Когда Линда говорит Дейву, что приятно провела с ним вечер, но пора возвращаться к мужу, лейтенант злобно вызывает ей такси, а сам уезжает по рабочим делам. Вскоре Дейв узнаёт, что в «Последнем шансе» убили Клейтона. Он немедленно приезжает на место преступления, где Фогерти сообщает ему, что также пропало колье. Хотя у Фогерти была масса причин ненавидеть Клейтона, он заявляет, что не убивал его и выдвигает предположение, что это мог сделать Ллойд, который этой ночью спорил с Клейтоном из-за цены на колье. Эти показания подтверждает и Хоуги, а судмедэксперт сообщает, что Клейтона убили ножом для чистки лимонов около 4 часов утра, то есть приблизительно час назад.
Утром Дейв находит Хублера около бассейна, и тот заявляет, что видел, как Ллойд, не дождавшись жены, вышел из «Последнего шанса» примерно в 4 часа утра. Затем Дейв приходит в номер к Ллойду, который вместе с женой уже собрался уезжать, и препровождает его в участок по подозрению в ограблении и убийстве. На дознании по делу Клейтона Линда отказывается подтвердить алиби Ллойда, что он в момент убийства был в номере вместе с ней, но после предъявления ему обвинения и ареста предлагает внести за него залог из своих личных накоплений. Хублер вызывается отвезти Линду из участка в гостиницу, но уже в машине просит водителя ехать в «Последний шанс». По дороге он сообщает Линде, что видел, как она выходила через служебный вход «Последнего шанса» около 4 часов утра. В «Последнем шансе» Хублер пытается провести следственный эксперимент и воссоздать картину того, что делала Линда. Хублер указывает место трупа и утверждает, что Линда, когда проходила по залу в темноте, споткнулась о труп, увидела колье и забрала его себе. Он показывает пятно крови в центре зала, которое она не могла не заметить, но на которое не обратила внимание полиция. Тем временем Дейв узнаёт у таксиста, что вчера тот отвёз Линду сначала в отель, а потом — в «Последний шанс». Дейв приезжает в отель и пока Линда принимает душ, тайно обыскивает номер Роллинсов в поисках колье, однако ничего не находит. Выйдя из душа, Линда даёт ему пощёчину за его подозрения и за бесцеремонное вторжение, после чего выгоняет из номера.
Дейв приезжает в «Последний шанс», где Хоуги показывает ему пятно крови на полу, на которое указал Хублер, и рассказывает ему об эксперименте, который тот провёл. Хоуги показалось странным, что Линда, когда проходила через центр зала, не заметила там тела. На то, что тело находилось в центре зала, указал сам Хублер во время эксперимента. Но полиция обнаружила тело за барной стойкой, куда Клейтон, видимо, смог доползти, пытаясь добраться до телефона. Дейв догадывается, что Хублер просто не знал о том, что тело было обнаружено в другом месте. Так как только убийца мог знать, где изначально Клейтон упал от смертельного удара и не знать, где нашли тело, значит Хублер и есть убийца. Дейв звонит в отель Линде, чтобы предупредить её в отношении Хублера, но тот с оружием в руках уже стоит у её двери. Дейв догадывается об этом и бросается на её спасение. Тем временем, угрожая Линде оружием, Хублер увозит её на арендованной в отеле машине. Дракер видит, как они отъезжают от отеля, и сообщает об этом подъехавшему Дейву. Полиция немедленно перекрывает все выезды из города. Понимая, что на этой машине ему не скрыться, Хублер заезжает на пустынное место на озере, где забирает машину одинокого рыбака, а когда тот начинает сопротивляться, убивает его выстрелом в упор. Информация об этом убийстве быстро поступает в офис шерифа, который немедленно выезжает на место убийства.
Тем временем Дейв отправляется в местный аэропорт, откуда на вертолёте начинает поиск машины Хублера. Когда с высоты он замечает машину, которая несётся на огромной скорости сквозь пустыню, он опускается ниже и по номерам определяет, что это та машина, которую угнал Хублер. С помощью серии ловких воздушных манёвров вертолётчику удаётся загнать машину сначала на территорию заброшенного аэропорта, а затем — и в ангар. Дейв выходит из вертолёта и пробирается в ангар, однако, Хублер, угрожая застрелить Джейн, заставляет его выбросить оружие. Пока Хублер пытается подобрать его револьвер, Дейву удаётся выскочить из ангара. Бросив Джейн, Хублер начинает преследовать Дейва по территории аэропорта, и в итоге они оказываются на диспетчерской вышке управления полётами. Дейву удаётся спрятаться, а затем с высоты трёхэтажного здания спрыгнуть на Хублера, выбив у него оружие. Начинается драка, в ходе которой Дейв первым добирается до пистолета и убивает Хублера, из кармана которого выпадает колье.
После завершения дела Дейв решает уйти из полиции, и оставляет шерифу свой значок. По его мнению, Хублер изначально не планировал преступления, просто обстоятельства сложились таким образом, что он решил воспользоваться своим шансом, а когда встал на преступный путь, то уже не смог остановиться. В отеле освободившийся Ллойд выходит с чемоданами из лифта, намереваясь покинуть город. Однако шериф, который получил предписание суда Массачусетса, где Ллойд проходит обвиняемым по двум делам о мошенничестве и одном деле о растрате, задерживает его, чтобы экстрадировать в Бостон. Ллойд говорит, что приехал в Лас-Вегас в расчёте на крупный выигрыш, чтобы покрыть свои долги, однако ему не повезло. С помощью Линды Майк снова становится владельцем «Последнего шанса», а она снова будет выступать в клубе как певица. Линда подала документы на развод с Ллойдом и уходит к Дейву, свидетельством чему служит их поцелуй.

## В ролях
- Джейн Расселл — Линда Роллинс
- Виктор Мэтьюр — лейтенант Дейв Эндрюс
- Винсент Прайс — Ллойд Роллинс
- Хоуги Кармайкл — Хэппи
- Брэд Декстер — Том Хаблер
- Джей С. Флиппен — капитан Х. А. Харрис
- Уилл Райт — Майк Фогерти
- Роберт Уилк — мистер Клейтон
- Коллин Миллер — Мэри

## Создатели фильма и исполнители главных ролей
Как заметил историк кино Джон Миллер, этот фильм «без сомнения, сохранится как „малая“ работа в фильмографиях большинства её участников». К числу лучших работ режиссёра Роберта Стивенсона относятся историческая драма «Роза Тюдоров» (1936), криминальная мелодрама «Нью-Йорк нон-стоп» (1937), драма «Переулок» (1941), историческая мелодрама «Джейн Эйр» (1943), фильмы нуар «Опозоренная леди» (1947), «На край света» (1948) и «Женщина на пирсе 13» (1949). Он также поставил немало фильмов для семейного просмотра, один из них — «Мэри Поппинс» (1964) — принёс Стивенсону его единственную номинацию на Оскар как лучшему режиссёру.
Джейн Расселл, более знаменитая благодаря своим формам, чем актёрскому мастерству, свои самые памятные роли сыграла в вестерне «Вне закона» (1943), фильмах нуар «Женщина его мечты» (1951) и «Макао» (1952), в музыкальной комедии «Джентльмены предпочитают блондинок» (1953), а также в вестерне «Высокие мужчины» (1955).
Виктор Мэтьюр сыграл во многих признанных фильмах нуар, среди них «Ночной кошмар» (1941), «Жестокий Шанхай» (1941), «Поцелуй смерти» (1947), «Плач большого города» (1948), «Жестокая суббота» (1955) и «Долгий путь» (1957). Кроме того, он известен ролями в вестерне «Моя дорогая Клементина» (1946), а также в библейских драмах «Самсон и Далила» (1949) и «Плащаница» (1953). Винсент Прайс, который, наверное, более всего известен своими многочисленными ролями в фильмах ужасов 1950-60-х годов, сыграл и во многих фильмах нуар, среди них «Лора» (1944), «Бог ей судья» (1945), «Шок» (1946), «Паутина» (1947), «Женщина его мечты» (1951) и «Пока город спит» (1956).

## История создания фильма
В декабре 1948 года кинокомпания «Уорнер бразерс» купила у Джэя Дрэтлера историю фильма, одновременно назначив его продюсером, а в апреле 1949 года было объявлено, что главную роль в будущем фильме исполнит Берт Ланкастер. Однако в начале 1950-х годов, когда шеф RKO Хьюз начал инвестировать в игорный бизнес Лас-Вегаса, он поручил продюсеру Роберту Спарксу сделать фильм, который отрекламировал бы этот город в названии и стал бы фоном, на котором будет развиваться действие. В январе 1950 года RKO выкупила права на историю Дрэтлера, перенеся место её действия из Майами в Лас-Вегас. По указанию Хьюза, история она была оформлена в сценарий тремя авторами — Эрлом Фентоном, Гарри Эссексом и Полом Джеррико — с таким расчётом, что главную роль исполнит Джейн Расселл, которая была фавориткой Хьюза в то время. В качестве возможных исполнителей главной мужской роли в январе 1950 года в различных источниках назывались Роберт Митчем и Роберт Райан. В ноябре 1950 года, после того, как должность продюсера занял Сэмюэл Бисхофф, на главную мужскую роль был назначен Виктор Мэтьюр. RKO взяла Мэтьюра в аренду у студии «Двадцатый век Фокс», так как, согласно контракту, актёр должен был играть в одном фильме RKO в год. В середине декабря 1950 года Роберт Стивенсон был назначен режиссёром фильма. Хотя в июле 1951 года «Голливуд репортер» сообщил, что автор песен и актёр Хоуги Кармайкл также напишет и музыку фильма, однако в титрах в качестве композитора указан только Ли Харлайн.

## Дело сценариста Пола Джеррико
Как указывает историк кино Джон Миллер, «фильм внёс свой вклад в историю взаимоотношений Голливуда и Комитета Конгресса США по расследованию антиамериканской деятельности, прославившись подковёрной борьбой за упоминание в титрах сценариста Пола Джеррико, в которой Хьюз сошёлся с Гильдией голливудских сценаристов». В апреле 1951 года сценарист Пол Джеррико предстал перед Комитетом по расследованию антиамериканской деятельности, где воспользовавшись пятой поправкой, отказался давать свидетельские показания. Поскольку в тот момент Джеррико был контрактным сотрудником кинокомпании RKO, её босс Говард Хьюз, который был ярым антикоммунистом, уволил Джеррико и решил снять его имя из титров фильма. «В июле 1951 года RKO уведомила Гильдию сценаристов, что планирует снять имя Джеррико из титров, утверждая, что удалила весь его вклад в сценарий и наняла других авторов, чтобы переписать историю заново». Однако такие действия «прямо нарушали правила Гильдии сценаристов, согласно которым ни одному автору не может быть отказано в упоминании в титрах картины, если он создал не менее 30 процентов соответствующего сценария». В сентябре 1951 года Гильдия после собственного анализа сценария, приняла решение, что Джеррико заслуживает упоминания в титрах. Члены Гильдии угрожали забастовкой, если Хьюз приведёт свои намерения в действие, однако босс RKO предупредил своих сотрудников, что «каждый, кто поддержит или присоединится к забастовке, будет немедленно уволен».
Официальная премьера фильма состоялась 30 января 1952 года. В вышедшем фильме «имя Джеррико в титрах указано не было. Газета „Дэйли вэрайети“ в заметке от 19 марта 1952 года отметила, что Хьюз приказал убрать имя Джеррико, так как тот попал в чёрный список Голливуда после отказа сотрудничать с Комиссией по расследованию антиамериканской деятельности». 18 марта 1952 года в ответ на публичное обвинение со стороны Джеррико в том, что Хьюз нарушил контракт, убрав его имя из титров, RKO подала в суд иск об освобождении студии от каких-либо требований со стороны Джеррико по указанию его имени в титрах.
Гильдия передала вопрос на рассмотрение согласительной комиссии из шести человек, в которую вошли как представители крупных студий, так и представители Гильдии сценаристов, однако Хьюз отказался принимать в ней участие и признавать её решения. Вместо этого он подал иск в Верховный суд Калифорнии, который признал право студий убирать из титров имена авторов по своему усмотрению. Верховный судья Орланд Х. Роудс принял решение, что RKO не превысила своих прав, решив не указывать имя Джеррико в экранных титрах. В октябре 1954 года решение Роудса было поддержано Окружным апелляционным судом. Суд также решил, что у Гильдии сценаристов нет прав принуждать Хьюза к арбитражу. Это поставило под угрозу всю систему тогдашних отношений Гильдии сценаристов с Ассоциацией кинопроизводителей. В 1952 году после решения по делу Хьюза Гильдия сценаристов провела встречу с Ассоциацией кинопроизводителей, на которой «стороны пришли к соглашению, которое окажет значительный эффект на фильмы своей эпохи и судьбы многих сценаристов, которые лишились работы из-за включения в „чёрные списки“. Чтобы в целом сохранить за собой право урегулировать через арбитраж упоминание сценаристов в титрах, Гильдия уступила продюсерам право снимать из титров имена сценаристов в случае их политических „преступлений“. Действие этого положения в контрактах со сценаристами оставалось в силе до 1955 года, а окончательно было удалено лишь в 1977 году. Только после этого многие сценаристы, попавшие в чёрные списки, получили возможность восстановления своих подлинных имён в титрах фильмов. Упоминание имени Джеррико в титрах фильма было официально восстановлено Гильдией сценаристов США (Запад) лишь в июле 1998 года. Джеррико, который возглавлял группу Гильдии сценаристов, которая занималась восстановлением в титрах имён авторов, включённых в чёрный список, погиб а автокатастрофе за десять месяцев до того, как Гильдия добилась восстановления его собственного имени в титрах этого фильма».

## Оценка фильма критикой

### Общая оценка фильма
Фильм не имел коммерческого успеха. Как отмечает кинокритик Деннис Шварц, «на этом блестящем фильме категории В, вероятно, лучшим фильмом из тех, которые Хьюз когда-либо продюсировал, он потерял 600 тысяч долларов». Критики также восприняли картину достаточно прохладно. Так, Босли Краузер в «Нью-Йорк таймс» назвал его «одним из тех фильмов про азартные игры, от которого остаётся впечатление, что он делался прямо в ходе работы». Развивая свою мысль, Краузер пишет, что «по существу, это мелодрама о женщине, несчастной в браке, которая возвращается туда, где у неё когда-то был роман, и которая снова впутывается в отношения со своим бывшим возлюбленным». Помимо этого, фильм содержит такие «мало связанные между собой ингредиенты, как Хоуги Кармайкл, который шумно играет на фортепиано и поёт песни, убийство, кульминационная погоня за легковушкой на вертолёте поперёк пустыни, и, особенно, божественные формы Джейн Расселл». Краузер резюмирует своё мнение словами: «лучшее, что можно сказать в пользу этого сделанного кое-как фильма RKO, это когда он походя бросает взгляд на те ловушки для олухов, которые расставил Лас-Вегас, он утверждает собственную сомнительную мораль: клиенты действуют на свой страх и риск, а все ставки сделаны в пользу казино». По мнению «Variety», «главный недостаток фильма заключается в неясности мотивов основных действующих лиц. Немного света в этом вопросе помогло бы делу, однако сценаристы и режиссёр, видимо, предпочитают держать как публику, так и исполнителей в темноте».
Мнения современных критиков в отношении фильма разделились. Так, Майкл Кини назвал картину «незапоминающейся историей с убийством о бывшей певице ночного клуба, её муже, растратчике и игромане, её бывшем возлюбленным и ожерелье стоимостью 150 тысяч долларов, которое постоянно переходит из рук в руки». В общем, «одно большое разочарование, хотя на сладострастную Расселл и приятно посмотреть». Крейг Батлер назвал картину вялым полунуаровым романтическим триллером, который, кажется, не может свести концы с концами, но при этом содержит неистовый финал, который отчасти искупает свои недостатки". По мнению Батлера, «любопытно, что фильм, который делался, по крайней мере, отчасти, чтобы „продать“ Лас-Вегас, не делает это место более привлекательным — но такая нечёткость мышления является неотъемлемой частью повествования». Критик отмечает, что «в сюжете есть несколько ценных элементов, которые можно было бы переработать в напряжённую, захватывающую историю, но сценаристы не справляются с этой задачей, а реплики совершенно очевидно не столь остры, как хотелось бы». Батлер резюмирует: «История просто не получается, и её стоит смотреть только ради погони». С другой стороны, «TimeOut» называет фильм «небольшим сокровищем от RKO, показывающим все преференции своего тогдашнего владельца Говарда Хьюза (аэропланы, брюнетки, груди и разочарованные герои)», а Шварц полагает, что режиссёр «Роберт Стивенсон выходит победителем из этой бульварной криминальной драмы, которую он поставил с особым изяществом».

### Наиболее интересные моменты фильма
Невысоко оценив фильм в целом, критики, тем не менее, отмечают в нём некоторые интересные и сильные моменты, прежде всего, музыкальные номера и кульминационную сцену погони в финале. Так, журнал «TimeOut» отмечает, «что в начале картины сценарий опирается на юмор с множеством намёков и на пару чудесных музыкальных номеров Хоуги Кармайкла. Затем, после того, как происходит убийство, темп меняется, и фильм переходит в великолепную динамичную кульминацию, в ходе которой вертолёт устремляется вниз сквозь пустые ангары, и Мэтьюр, совершает прыжок на 50 футов (конечно же, чтобы спасти Джейн)». Миллер также считает, что «фильм оживает в музыкальных сценах и во время кульминационной сцены погони, которая увлекательна и поставлена мастерски». Критик замечает, что, «возможно, в этом фильме впервые в кинематографе показана сцена преследования автомобиля на вертолёте», при этом он особенно выделяет «работу каскадёров, а также монтаж и темп», которые сделаны как «достойные предшественники тех сцен, которые можно будет увидеть в фильмах про Джеймса Бонда 1960-х годов». По мнению Миллера, по сравнению с этой динамичной сценой, а также тремя музыкальными номерами Хоуги Кармайкла, «драматическая часть фильма выглядит бледно». Отметив «общую разбросанность в постановке», Батлер далее обращает внимание на то, что Стивенсону удаётся собраться к финалу, где он ставит «по-настоящему увлекательный эпизод погони, который сильно смотрится даже сегодня». Шварц также выделяет в картине «захватывающую кульминацию» и песни Кармайкла, а Эриксон добавляет, что «фильм включает философствующего пианиста, явно под влиянием „Касабланки“» и кроме того, «показывает два самых впечатляющих тела Голливуда: Виктора Матьюра и Джейн Расселл».

### Оценка актёрской игры
Большинство критиков негативно оценили как игру Джейн Расселл, как и то, как актрису подал режиссёр. В частности, Босли Кроутер отметил, что «фигура мисс Расселл, ставшая единственным двигателем её актёрской карьеры» выступает и «единственной точкой опоры, к которой режиссёр Роберт Стивенсон обращается на протяжении всего фильма». Когда он показывает зрителю «толпу у фортепиано мистера Кармайкла в бедном салуне или метания мерзкого Винсента Прайса по роскошным апартаментам гостиницы в Лас-Вегасе, когда он показывает игральные столы или лицо героя Виктора Мэтьюра, мистер Стивенсон постоянно возвращает свой взгляд на роскошные формы мисс Расселл. Эта поглощённость настолько сильна, что становится единственной отличительной чертой фильма. Это сначала потрясает, затем становится смешным и в конце концов просто нудным и скучным». При этом, «мисс Расселл смотрится немного нелепо в броских вульгарных костюмах и затянутых нарядах, служащих ей низкопробным украшением. Что же касается остального, то она не вносит в драму ничего, а лишь обидчиво надувает губки и звонко визжит. Но, с другой стороны, Эрл Фентон и Гарри Эссекс в своём несвязанном, пропитанным таблоидным духом сценарии и не требуют большего, чем выдаёт эта леди». Джеймс Роберт Пэриш в своей книге «Девушки RKO» написал, что «режиссёр Роберт Стивенсон вытащил на поверхность все слабости Джейн (Расселл), позволив ей показать свою самую закрепощённую игру. Её сцены с Мэтьюром более уместны для какого-нибудь „Парада зомби“». «TimeOut» считает, что «Расселл играет с забавной отстранённостью», а по мнению Батлера, «пара главных героев подобрана на роли плохо. Как Джейн Расселл, так и Виктор Мэтьюр внешне смотрятся довольно хорошо, но их унылая и скучная игра ни разу не поднимается выше обычной рутины».